# Studien zur Altägyptischen Kultur
Die ägyptologische Fachzeitschrift Studien zur Altägyptischen Kultur (SAK) enthält Erstveröffentlichungen und Bearbeitungen von Dokumenten und Denkmälern sowie archäologische, philologische, historische und religionswissenschaftliche Erörterungen und Abhandlungen in deutscher, englischer und französischer Sprache. Sie wurde 1974 von Hartwig Altenmüller und Dietrich Wildung gegründet. Mit Band 21 (1994) der SAK übernahm Hartwig Altenmüller die alleinige Herausgeberschaft, ab Band 32 (2004) gemeinsam mit Nicole Kloth. Ab Band 39 (2010) werden die „SAK“ von Jochem Kahl und Nicole Kloth herausgegeben. Sie erscheint jährlich im Helmut Buske Verlag. 
Seit 2010 werden die Herausgeber für die Begutachtung der Manuskripte von einem Beirat unterstützt, dessen Mitglieder Expertisen zu den anonymisierten Manuskripten erstellen. 
Zusätzlich erscheinen zu den SAK in unregelmäßigen Abständen Beihefte, die Sammelbänden, Kongressakten und Monographien vorbehalten sind.